# تأثير المرجعية الذاتية
تأثير المرجعية الذاتية (بالإنجليزية: Self-reference effect) هو ميل الناس لترميز المعلومات بطرق مختلفة اعتمادًا على مستوى ارتباطهم بهذه المعلومات. عندما يُطلب من الناس تذكر معلومات ترتبط بهم بطريقة ما، فإن معدل استرداد الذكريات يتحسن لديهم.

## البحث
في عام 1955، نشر جورج كيلي نظريته عن كيفية تكوين البشر لبنيتهم الشخصية، كان هذا بشكل أعم نظريةً معرفيةً مبنيةً على فكرة أن عمليات الفرد النفسية تتأثر بالطريقة التي يتوقع فيه الأحداث. وهذا يبسط أساس أفاكر بناء الشخصية.
تعتبر نظرية العزو تفسيرًا لطريقة الناس في عزو أسباب السلوك والأحداث، وتشمل أيضًأ تكوين بناء للنفس، إذ إن الناس قادرون على تفسير الأشياء المرتبطة بهم بشكل عن طريقة شخص آخر تعرض لذات الموقف.
يُعرف خطأ العزو الأساسي، باعتباره مرتبطًا مع نظرية العزو، أنه تفسير لما يحدث عندما يشرح الفرد سلوك شخص ما في حالة معينة من خلال التأكيد على الصفات الضمنية (الشخصية) دون أن يأخذ العوامل الخارجية في هذه الحالة بعين الاعتبار. تؤيد الدراسات مثل التي أجراها جونز وسينسينغ وهالي فكرة أن النفس تملك تكوينًا خاصًا، تبين هذا بطلب بسيط من الأفراد الخاضعين للتجارب أن يصفوا «ميزاتهم الأكثر أهمية». أظهرت النتائج أن غالبية الإجابات بُنيت على الصفات الإيجابية مثل «الحساسية أو رقة الشعور»، و«الذكاء»، و«الألفة أو الود». يرتبط هذا بشكل وثيق مع الظواهر المعرفية الأخرى مثل وهم التفوق، يلاحظ هنا حقيقة أن الناس يقيمون أنفسهم بشكل مختلف عما يقيمون به الآخرين.
في عام 2012، نشر ستانلي ب. كلين مقالة عن النفس والذاكرة وكيف ترتبط بتأثير المرجعية الذاتية. في السنوات الأخيرة، تحولت الدراسات التي أُجريت على تأثير المرجعية الذاتية من آليات تعريفية إلى استخدام المرجعية الذاتية باعتبارها أداةً بحثية تساعد على فهم طبيعة الذاكرة. يرى كلين أن الكلمات المرمزة نسبةً إلى نفسه (تأثير المرجعية الذاتية) تُسترجع بسهولة أكبر من الكلمات غير المرتبطة بالنفس.
في اليابان، وفيما يتعلق بالذاكرة، يميل الناس الذين أظهروا مستوىً أعلى من الإيثار إلى عدم إظهار تأثير المرجعية الذاتية.

## مناطق الدماغ المتعلقة

### البنى القشرية المتوسطة
ظهر في السنوات الأخيرة زيادة في الدراسات المتعلقة بالعلوم العصبية المعرفية التي ركزت على مفهوم النفس. تطورت هذه الدراسات أملًا بتحديد بعض مناطق الدماغ التي يمكن اعتبارها مسؤولةً عن ميزة الترميز المشمولة ضمن تأثير المرجعية الذاتية. ركز عدد كبير من الدراسات على مناطق عديدة من الدماغ، حُددت هذه المناطق معًا ليطلق عليها المنطقة القشرية المتوسطة. أدت دراسات تصوير الدماغ إلى إثارة سؤال عن كون النشاط العصبي في المناطق القشرية على الخط الناصف محددة بذاتها. أُجري تحليل تلوي كمي تضمن 87 دراسة، وشمل 1433 مشاركًا، لمناقشة هذه الأسئلة. كشف التحليل ظهور فعالية ضمن عدة بنى قشرية على الخط الناصف عند قيام المشاركين بإنجاز مهام تشمل مفهوم النفس. تستخدم أغلب الدراسات التي أقرت بوجود فعاليات في البنى المتوسطة مهامًا موجهة نحو كشف العمليات العصبية التي ترتبط بالأنماط الاجتماعية والنفسية للنفس، مثل الأحكام المرجعية الذاتية، التخمين الذاتي، والأحكام على الملامح الشخصية. بالإضافة إلى دورها الملموس في الأشكال المختلفة من التمثيل الذاتي، تتدخل البنى القشرية المتوسطة أيضًا في عملية العلاقات الاجتماعية وتمييز الأفراد المألوفين للشخص. تحتاج الدراسات التي تظهر فعاليات البنى المتوسطة خلال فهم التفاعل الاجتماعي بين الآخرين ونسب الميزات الاجتماعية للآخرين (تكوين الانطباعات) عادةً إلى مواضيع مسندةٍ إلى الحالة العقلية للآخرين

### القشرة أمام الجبهية
هناك العديد من المناطق الواقعة ضمن البنى القشرية المتوسطة التي يعتقد أنها ترتبط بتأثير المرجعية الذاتية. يبدو أن القسم الأنسي من القشرة أمام الجبهية (mPFC) أحد أكثر المناطق المتعلقة بتأثير المرجعية الذاتية فعاليةً. القشرة أمام الجبهية هي منطقة من الدماغ يُعتقد أنها تشترك في التخطيط للسلوك المعقد والتعبير وتنظيم الصفات الشخصية في الحالات الاجتماعية. إن المغزى من اشتراك القشرة أمام الجبهية في تنظيم الصفات الشخصية الداخلية الفريدة يوضح كيف يمكن أن تكون مكونًا مهمًا لتأثير المرجعية الذاتية. يُقترح أن القسم الأنسي من القشرة أمام الجبهية في كلا نصفي الكرة المخية هو موقع «النمط الذاتي» الذي يعرف بأنه بنية نظرية مكونة من الخصائص الأساسية مثل الشعور بالاستمرارية والتماسك بالإضافة إلى تجربة الإدارة.
ظهرت فكرة ارتباط تأثير المرجعية الذاتية بالقسم الأنسي من القشرة أمام الجبهية من عدة تجارب حاولت تحديد موقع الآليات التي تتدخل في عملية المرجعية الذاتية. يُكلف الأفراد في هذه التجارب بمهام تتطلب منهم أن يتبصروا أو يتعمقوا في حالتهم العقلية الخاصة، وهذا أظهر حدوث فعالية في القسم الأنسي من القشرة أمام الجبهية. على سبيل المثال، لوحظ وجود فعالية في القسم البطني الأنسي من القشرة أمام الجبهية في المهام التي يقر فيها المشاركون عن خصوصياتهم وتفضيلاتهم الخاصة، أو يعتنقون منظور الشخص الأول، أو ينعكس هذا على حالتهم الوجدانية السائدة. ظهرت فعالية مشابهة في القسم البطني الأنسي من القشرة أمام الجبهية في الحالات التي أظهر فيها المشاركون ميزة الذاكرة التي تظهر عند ترميز موضوع ما بأسلوب متعلق بالنفس. خلال إجراء اختبار تصوير بالرنين المغناطيسي الوظيفي (fMRI) عند قيام المشاركين باختبارات مرجعية ذاتية، أظهروا زيادة مستمرة في الإشارات المعتمدة على مستويات أوكسجين الدم في القشرة أمام الجبهية بقسميها البطني الأنسي والظهري الأنسي. يعتبر قياس مستويات أوكسجين الدم ضروريًا في ترجمة أصوات إشارات التصوير بالرنين المغناطيسي الوظيفي، إذ أن تصوير مستويات أوكسجين الدم تعكس رقابةً معقدة على تغيرات جريان الدم المخي، وحجم الدم المخي، والأكسجة الدموية.

### الفص الجداري
بالإضافة إلى مناطق القشرة أمام الجبهية، اقترحت الأبحاث أن هناك أيضًا مناطق ضمن الفص الجداري تلعب دورًا في تنشيط تأثير المرجعية الذاتية. ظهر خلال إجراء التصوير بالرنين المغناطيسي الوظيفي أثناء قيام المشاركين بمهام مرجعية ازدياد في إشارات مستويات أوكسجين الدم ضمن القشرة الجدارية الوحشية والأنسية ليحدد لاحقًا إذا ما كان الفص الجداري الأنسي يلعب دورًا في المرجعية الذاتية، خضع المشاركون للتحفيز مغناطيسي عبر الجمجمة فوق هذه المنطقة. أنتج التحفيز هناك تناقصًا في قدرة المشاركين على استرجاع الأحكام السابقة من النفس العقلية عند مقارنتها مع استرجاع الأحكام عند الآخرين.

## التطور خلال فترة الحياة

### خلال الطفولة
إن تطور إدراك النفس وفهم أن الفرد مميز ومختلف بما يجعله متفردًا عن الآخرين هو جانب أساسي في عملية تطور ميزة تأثير المرجعية الذاتية. عند نمو الأطفال الصغار، يزداد إدراكهم لأنفسهم وفهمهم للعالم المحيط باستمرار. رغم أن هذا يحدث في مراحل مختلفة عند كل طفل، أظهرت الأبحاث تطورًا مبكرًا إلى حد ما لميزة المرجعية الذاتية. يركز البحث على قدرات التذكر عند الأطفال الذين أظهروا ميزة المرجعية الذاتية في عمر الخامسة. يبدو أن تطور اللغة يلعب دورًا مهمًا في التطور واستخدام تأثير المرجعية الذاتية. يعتبر الوسم اللفظي من بين السلوكيات الاستراتيجية الأولى التي تظهر عند الأطفال الصغار بقصد تعزيز الذاكرة، ومع تقدم الأطفال في العمر وتطور لغتهم، يُظهر أداؤهم في مهام الذاكرة تزايدًا في المرجعية الذاتية. وجدت دراسة مجراة عام 2011 على أطفال قبل سن المدرسة أن المشاهدات عند الأطفال بعمر الثالثة تقترح أن تأثير المرجعية الذاتية واضح في ذاكرة الحدث، وذلك من خلال قدرتهم على التعرف على الذات.